# Недоросток
«Недо́ро́сток» (рос. Недоросль) — комедія Дениса Івановича Фонвізіна, написана у 1782.
Героями комедії є представники різних соціальних верств російського суспільства XVIII століття: державні мужі, дворяни, кріпосники, слуги, самозвані модні вчителя. Головні персонажі: сам недоук Митрофанушка і його мати, бариня-крепостниця XVIII століття — пані Простакова, що керує всім і всіма — в її руках і господарство з двірськими слугами, і власний чоловік, якого, не соромлячись, вона може побити, і виховання сина Митрофана — насправді вихованням і освітою його вона не обтяжена, а лише старанно виконує модні умовності суспільства та свого положення в ньому:
|  | То лаюся, то б`юся, тим и дім тримається |

Як і інші п'єси епохи класицизму, «Недоросток» прямолінійний своєю проблематикою — засудження традиційного дворянського виховання та «лихих звичаїв», «дикості» провінційного дворянства; персонажі чітко діляться на позитивних і негативних, їм дані промовисті прізвища (Простакови, Скотинін, Митрофан («прояв матері» грецькою), Стародум, Милон, Правдін, Софія («мудрість» грецькою), Цифіркін, Вральман, Кутейкін).
Однак величезну популярність у публіки і читачів комедія отримала не тільки завдяки майстерно поставленій суспільно-політичній проблематиці, але й через надзвичайно яскраві образи негативних персонажів (позитивні вийшли швидше резонерами, передають авторський погляд), жвавість діалогу, гумор, велику кількість цитат, що швидко стали крилатими («Не хочу вчитися, хочу одружитися», «Ось лихих звичаїв гідні плоди»). Імена Митрофанушки і Простакової стали прозивними.
Недоросток — молодий дворянин, що не отримав письмового посвідчення про вишкіл від вчителя. Недоростків не приймали на службу, їм не давали т. зв. вінчальних пам'ятей — документів, що дозволяють вступити у шлюб .

## Історія створення
Задум складається у Фонвізіна наприкінці 1778 р. після повернення з Франції, де він провів близько півтора року, знайомлячись з юриспруденцією, філософією та соціальним життям країни, яка дала світові передові просвітницькі доктрини. Робота над «Недоростком» займе у письменника близько трьох років і буде закінчена у 1782 р. Є також текст, імовірно початку 1760-х років, на ту ж тематику із тією ж назвою, але іншими персонажами і сюжетом (так званий «Ранній „Недоросток“»); невідомо, чи належить ця п'єса молодому Фонвізіну або якомусь його анонімному попереднику.

## Дійові особи
- Терентій Простаков — голова сімейства. Сам по собі людина «маленька» та слабка. У всьому намагається догодити своїй дружині. «При твоїх очах мої нічого не бачать», — говорить він на початку твору, коли вона питає про кафтан. Любить сина: «Принаймні я люблю його, як належить батькові, те розумне дитя, то-то розумне, забавник, витівник; іноді я від нього на сьомому небі від радості, істинно не вірю, що він мій син». Не вміє читати. Коли його просять прочитати лист, надісланий Софії, він тільки відповідає: «Дивно». Лебезить перед Стародумом.
- Пані Простакова — дружина його, головний негативний персонаж п'єси. Дуже любить сина й прагне одружити його з Софією, дізнавшись про її спадщину. Дворянка, через що вважає, що їй усе дозволено. Також лебезить перед Стародумом.
- Митрофан Терентійович Простаков — син їх, недоросток. Досить байдужий до всіх навколо й до того ж розхлябаний хлопчак, з першого погляду дуже любить матір, але тільки вдає це через її владність. Так само, як батько та мати, лебезить перед Стародумом.
- Єреміївна — «мама» (тобто годувальниця, нянька) Митрофана. Горою стоїть за нього, хоча й глибоко нещасна, оскільки пані Простакова незадоволена нею.
- Правдін — державний чиновник, покликаний розібратись у справах Простакових. Він дізнається про звірства Простакової, а також про те, що вона обкрадає Софію. За допомогою Стародума та Мілона викриває Простакову й відбирає в неї маєток на користь держави. Захоплений ідеями Стародума.
- Стародум — дядько та опікун Софії. Саме через його статки Простакова намагалась одружити Митрофана з Софією. Головний резонер п'єси - ідеї, висловлювані ним протягом усієї комедії, відображають погляди самого Фонвізіна. Мудра, розважлива та практична людина.
- Софія — племінниця Стародума, чесна, добра, освічена та добра дівчина. Захоплена ідеями дядька.
- Мілон — молодий офіцер, коханий Софії, саме він запобіг її викраденню. Радий знайомству зі Стародумом.
- Тарас Скотинін — брат пані Простакової, грізна та сувора людина. Хоче одружитися з Софією. Любить свиней. Лебезить перед Стародумом.
- Сидорович Кутейкін — колишній семінарист, учить Митрофана граматики. Розмовляє фразами з великим застосуванням церковнослов'янських слів. Недбайливий наставник, однак, розуміючи це, все ж бере гроші за своє ''навчання''.
- Пафнутійович Цифіркін — відставний сержант, учить Митрофана арифметики. Колишній гарнізонний полку Мілона. Розмовляє чітко та бадьоро. Як і Кутейкін, наставник недбайливий, однак грошей за своє ''навчання'' не бере.
- Адам Адамович Вральман — німець, колишній кучер, але видає себе за вченого. Найнятий, щоб учити Митрофана «по-французьки та всіх наук», але насправді нічому не вчить, а тільки заважає іншим учителям (Кутейкіну та Цифіркіну), за що ті навіть погрожують його побити. Розмовляє ламаною російською. Єреміївна обурена тим, що Вральман палить.
- Тришка — кравець-самоучка. Скромна й тиха людина.
- Слуга Простакова.
- Камердинер Стародума.

## Постановки
Постановка «Недоростка» була пов'язана з багатьма труднощами. Отримавши відмову в Петербурзі, драматург у травні 1782 року виїздить разом з актором І. Дмитрівським в Москву. Але і тут його чекає невдача: «Московський Російський театр цензор», злякавшись сміливості багатьох реплік, не пропускає комедію на сцену.
Через кілька місяців Фонвізіну все-таки вдалося «пробити» постановку комедії: 24 вересня 1782 року відбулася прем'єра в Петербурзі (Вільний Російський Театр, також відомий як Театр Карла Кніпера), де роль Стародума виконував сам І. Дмитревський, Правдіна — К. Гамбуров, Цифіркіна — А. Крутицький, Скотиніна — С. Рахманов. Про незвичайний успіх п'єси «Недоросток» на її першій постановці на сцені у Вільному Російському Театрі на Царициному лузі свідчив невідомий автор «Драматичного словника»:
|  | У театрі був аншлаг, публіка аплодувала п'єсі метанням гаманців |

Вже 14 травня 1783 року п'єса вперше була поставлена в Москві, на сцені театру Медокса.
Успіх «Недоростка» був величезний. Його поставили на своїй сцені студенти Московського університету. З'явилося безліч аматорських постановок.
У 1926 році режисер Григорій Рошаль зняв фільм «Пани Скотініни» за мотивами п'єси.

## Цензура часівКатерини II
Імператриця зрозуміла свободолюбиве значення твору, що посмів зачепити державні та соціальні підвалини. Після публікації в 1783 році низки сатиричних творів, спроби Фонвізіна опублікувати щось у пресі припинялися самою імператрицею. В останнє десятиліття свого царювання Катерина II відкрито пішла шляхом жорстокої реакції, жертвою якої став і Фонвізін. Незважаючи на важку хворобу, він рвався до діяльності. У 1788 році він задумав видавати журнал «Друг чесних людей, або Стародум», отримав дозвіл і став готувати матеріал, але за розпорядженням Катерини журнал був заборонений. Незадовго до смерті Фонвізін звертався до імператриці з проханням дозволити йому видати переклад Тацита, але дозволу не було дано.

## Цікаві факти
- Існує легенда, що після прем'єри «Недоростка» в Петербурзі до Фонвізіна підійшов князь Потьомкін і сказав: «Помри, Денисе, краще не напишеш». Однак, за твердженням істориків, Потьомкін такого сказати не міг, оскільки його не було в той момент в Петербурзі. За іншою версією, ці слова належать Державіну, а не князеві Потьомкіну.
- Під час навчання в Ніжинській гімназії Микола Гоголь грав у студентських виставах роль Простакової.
- Завдяки п'єсі ім'я Митрофан, як і саме слово «недоросток», стало загальною назвою для неука або недоучки.
- У матеріалах для журналу «Друг чесних людей, або Стародум» є два листи, що представляють собою сюжетне продовження «Недоростка»: лист Софії Стародуму з скаргою на те, що Мілон одружився з нею і незабаром зрадив їй, закохавшись в «презирливу жінку», і у відповідь лист Стародума племінниці.